# نيكلسون بيكر
نيكلسون بيكر (بالإنجليزية: Nicholson Baker)‏‏ (7 يناير 1957 في نيويورك) روائي وكاتب مقالات أمريكي. تقلل رواياته بشكل عام من أهمية السرد لصالح الوصف الدقيق والتشخيص. تميزت رواياته المبكرة، مثل: المشرف ودرجة حرارة الغرفة بمراقبتهم الدقيقة لسيل وعي شخصياته ورواته. من أصل عشرة كتب خيالية، كتب أيضًا ثلاث روايات جنسية: الثعلب والإيقاف وبيت الثقوب. من بين أمور أخرى، نشر بيكر مقالات في مجلة هاربر ومجلة لندن ريفيو أوف بوكس ومجلة النيويوركر.
كتب بيكر أيضًا كتبًا واقعية. كتاب عن علاقته بجون أبدايك، أنت وأنا: قصة حقيقة نُشرت في عام 1991. أنشأ مستودع الصحف الأمريكية في عام 1999. ثم كتب عن نظام المكتبة الأمريكية في كتابه الواقعي الصادر في عام 2001، الطي المزدوج: المكتبات والهجوم على الورق والذي حصل على جائزة دائرة نقاد الكتاب الوطنية وجائزة كلاو هيرمان هيس للترجمة الألمانية. كداعيًا للسلمية، كتب الدخان البشري عن التحضير للحرب العالمية الثانية. كتب بيكر أيضًا عن ويكيبيديا وحرر فيها.

## الحياة
وُلد نيكلسون بيكر عام 1957 في مدينة نيويورك.
درس لفترة وجيزة في مدرسة إيستمان للموسيقى وحصل على درجة البكالوريوس في اللغة الإنجليزية من كلية هافرفورد.
يصف بيكر نفسه بأنه ملحد، على الرغم من أنه يحضر أحيانًا اجتماعات جمعية الأصدقاء الدينية. يقول بيكر أن «لديه دائمًا ميول مسالمة».
التقى بيكر بزوجته مارجريت برينتانو في الكلية: يعيشون في ولاية مين ولديهما طفلان ناضجان.

## الحياة المهنية
أسس بيكر لنفسه اسمًا مع روايات المشرف (1988) ودرجة حرارة الغرفة (1990). كلا الروايتين لديها فترة زمنية محدودة للغاية. تدور رواية المشرف في رحلة داخل المصعد وتحدث رواية درجة حرارة الغرفة أثناء قيام الأب بإطعام ابنته الصغيرة.
أنت وأنا: قصة حقيقة (1991) هي دراسة واقعية عن كيفية تفاعل القارئ مع عمل المؤلف. يعود ذلك بشكل جزئي إلى تقدير بيكر لعمل جون أبدايك واستكشاف الذات جزئيًا. بدلًا من تقديم تحليل أدبي تقليدي، يبدأ بيكر الكتاب بذكر أنه لن يقرأ لأبدايك أكثر مما لديه بالفعل حتى هذه النقطة. قُدمت جميع اقتباسات أبدايك المستخدمة على أنها تأتي من الذاكرة وحدها، والعديد منها غير دقيق، مع الإصدارات الصحيحة وتعليق بيكر (لاحقًا) على عدم الدقة.
يجمع النقاد روايات الثعلب والإيقاف وبيت الثقوب معًا لأنها كلها روايات جنسية. تتكون رواية الثعلب (1992) من حلقة من الجنس عبر الهاتف بين شابين أعزبين على خط دردشة مدفوع بالدقيقة. كان كتاب بيكر الأول الأكثر مبيعًا طبقًا لصحيفة نيويورك تايمز، وأهدت مونيكا لوينسكي نسخة إلى الرئيس بيل كلينتون عندما كانا على علاقة غرامية. في رواية الثعلب، صاغ بيكر كلمة فيميليا. تناولت رواية الإيقاف (1994) أيضًا الحياة الجنسية والخيال. يحب بطل الرواية أرنو سترين إيقاف الوقت وخلع ملابس النساء. كان العمل مثيرًا للجدل بالنسبة للنقاد. كانت أيضًا من أكثر الكتب مبيعًا. تحكي رواية بيت الثقوب عن مكان خيالي يُسمح فيه بكل الانحرافات والأوثان الجنسية. إنها مجموعة من القصص، ترتبط بشكل أو بآخر ببعضها البعض. الروايات جنسية بمعنى ديكاميرون لجيوفاني بوكاتشيو. الرواية المعنونة باسم بيت الثقوب هو منتجع خيالي للجنس يمكن للناس فيه الانخراط في ممارسات جنسية سخيفة، مثل: نقل الأربية وممارسة الجنس مع الأشجار. مثل مغامرات أليس في بلاد العجائب، يدخل الأشخاص بيت الثقوب من خلال تقنيات: مثل: السقوط من خلال مجفف ملابس أو من خلال الشفاطات.

## الجوائز
- James Madison Freedom of Information Award [الإنجليزية]‏
- زمالة غوغنهايم

## روابط خارجية
- نيكلسون بيكر على موقع الموسوعة البريطانية (الإنجليزية)
- نيكلسون بيكر على موقع مونزينجر (الألمانية)
- نيكلسون بيكر على موقع إن إن دي بي (الإنجليزية)